# Fuga (ヒューマンビートボクサー)
Fuga (フウガ、1996年2月7日 - ) は、日本のヒューマンビートボクサー。

## 経歴
HIKAKINやDaichiの動画からビートボックスを知る。その後、Ibeatboxerが投稿したReeps One、Vahtang、Masta micのビートボックスバトルの動画に衝撃を受け、2012年頃に本格的にビートボックスを始める。
2016年7月、Boost旭川 DANCE×BEATBOX 2on2 BATTLEにて優勝。
2016年10月、同郷出身の後輩であるSHOW-GOとタッグチーム「GINGER」を組み、Japan Beatbox Championship 2016タッグ部門へのエントリー動画を投稿する。
Asia Beatbox Championship 2017へ師匠と仰ぐTATSUAKIの出場が決まっており、さらにSHOW-GOの出場も確実視されていたことから、同じく北海道出身のビートボクサーHIROとタッグチーム「Rofu」を結成し、タッグ部門でのワイルドカードの応募動画を投稿する。最終成績はベスト8であった。
2017年12月、札幌BEATBOX BATTLE “うぇき杯”vol.3にて優勝。
2018年4月、TATSUAKIの声掛けによりSHOW-GO、HIROとともに4人組ビートボックスクルー「4thGAS」を結成し、各地でライブ等を行う。
2018年6月、沖縄BEATBOX BATTLE “SECOND LANGUAGE”にて優勝。
Asia Beatbox Championship 2018にRofuとして出場し、iLLDEMに勝利して日本人タッグ初のアジア優勝を果たす。
2018年12月、札幌BEATBOX BATTLE “うぇき杯”vol.4優勝。
2019年11月、Hokkaido Beatbox Battle 七変化Vol.5で優勝し、5代目北海道チャンピオンとなる。
2020年中頃より、Rofuとして活動する際はタンクトップにサングラスを着用するようになる。
RofuとしてGrand Beatbox Battle2020タッグ部門のワイルドカードへ応募し、繰り上げで出場権を得る。コロナウイルスの流行により大会が延期となるも、翌年にポーランドで開催されたGrand Beatbox Battle2021で第3位という結果を残す。

## 人物
- 俳優の飯島寛騎は高校の同級生。

## バトル
| 大会名                              | 結果 |
| ----------------------------------- | ---- |
| Boost旭川 DANCE×BEATBOX 2on2        | 優勝 |
| 札幌BEATBOX BATTLE “うぇき杯”vol.3  | 優勝 |
| 沖縄BEATBOX BATTLE “SECOND LANGUAGE | 優勝 |
| 札幌BEATBOX BATTLE “うぇき杯”vol.4  | 優勝 |
| Hokkaido Beatbox Battle 七変化Vol.5 | 優勝 |